# Stolnica svetega Petra, Rennes
Stolnica svetega Petra (Cathédrale Saint-Pierre de Rennes) je rimskokatoliška stolnica in se nahaja v mestu Rennes, Bretanja. Je francoski zgodovinski spomenik od leta 1906.  Je sedež nadškofje Rennes.

## Zgodovina zgradbe
Lokacija je bila uporabljena za stolnico bolj ali manj od začetkov v 6. stoletju. Najzgodnejša stavba je bila v celoti nadomeščena z gotsko stolnico v 12. stoletju, od katere sta leta 1490 stolp in celotna zahodna fasada propadla. Obstoječa fasada s svojimi neoklasicističnimi granitnimi stolpi v štirih stopnjah, je bila zgrajena v naslednjih dveh stoletjih, z dolgimi pavzami med različnimi fazami gradnje: najnižja raven je bila zgrajena med 1541 in 1543, druga 1640-1654 (stavbenik Tugal Caris) in četrta od 1654 do 1678 (stavbenik Pierre Corbineau). Še en arhitekt, François Hoguet, je zaključil stolpa med letoma 1679 in 1704 na sedanji višini 48 metrov in dodal pediment Ludvika XVI med njima.
Vendar pa nista bila obnovljena ladja in kor. Med večernicami 11. februar 1754 je velik kamen padel s strehe kora, nakar je bilo odločeno, da porušijo celotno telo stolnico in jo obnovijo. Rušenje je bilo izvedeno med letoma 1756 in 1768, pustili so stolpa in zahodno fasado. Obnova se je začela leta 1787, kmalu po tem, ko se je začela francoska revolucija in vsa dela so bila prekinjena. Ponovno so se začela 1816, sprva pod nadzorom arhitekta Mathurina Crucyja. Umrl je leta 1826. Delo se je nadaljevalo z lokalnim arhitektom Louisom Richelotom in so se končala leta 1845.
Izvirna dekoracija je bila v preprostem neoklasicističnem slogu, vendar je bila v 19. stoletju v veliki meri prenovljena s pozlato, štukaturami in slikami (podobne kot v Parlementu v Rennesu), da bi ustvari bolj razkošen videz. Značilnost te stolnice je kontrast med bogato opremo, vključno z oltarjem, ploščami iz redkega marmorja iz rimskega foruma, darilo papeža Pija IX. in mračna granitna struktura.

## Pro-katedrala
Med letoma 1803 in 1844, saj je bila stolnica neuporabna, zato je začasno služila kot pro-katedrala (nadomestna) opatijska cerkev Notre-Dame-en-Saint-Melaine.
Ta cerkev je posvečena sv. Melaine, prvemu škofu v Rennesu, ki je bil tu pokopan v 6. stoletju. Sedanja zgradba je bila zgrajena v 17. stoletju in bila močno poškodovane med drugo svetovno vojno.

## Zunanjost

### Zahodna fasada
Fasada in dva klasična granitna stolpa visoka 48 metrov, so bili zgrajeni v več fazah v šestnajstem in sedemnajstem stoletju.
Stolpi imajo štiri ravni, gradili so jih različni arhitekti. Na sprednji strani na vrhu fasade je pediment z geslom Ludvika XIV (Nec pluribus impar, neprimerljivi).
Na fasadi je pet grbov iz lehnjaka (od vrha do dna, od desne proti levi):
- Beaumanoir
- Charles d'Albert d'Ailly (1625-1698), 3. vojvoda Chaulnes, guverner Britanje,
- Jean-Baptiste de Beaumanoir de Lavardin, škof Rennesa 1676-1711.
- Henri de La Mothe-Houdancourt, škof Rennesa 1642-1662.
- vojvoda Charles de La Porte (1602-1664).

### Streha
Nad križanjem ladje s transeptom je kupola z okulusom.

## Notranjost

### Cerkvena ladja
Ladja ima 44 jonskih stebrov. Stavba je zelo stroga. Da bi ublažili to skromnost, so v devetnajstem stoletju izdelali nekaj štukature, kar daje stavbi več svetlosti.
Banjast obok je okrašen s pozlato, delo Auguste Louis Jobbé-Duvala, ki je bil narejen leta 1843. Hiša Jobbé-Duval je bila specializirana za dekoracijo, restavriranje slik in pozlato na lesu. Bil je bratranec Armanda Felixa Jobbé-Duvala (1821-1889), ki je opravil dekoracijo stropa na jugozahodni strani Parlementa Bretanje. Obok vsebuje elemente vej Bretanje in sufragan škofij nadškofiji v Rennesu. To pomaga ustvariti bolj razkošen videz.

### Kor
Tla kora sestavljajo asketske granitne plošče in ponujajo oster kontrast visokemu oltarju s ploščami iz rimskega foruma, ki jih je podaril papež Pij IX..
Obok kora krasi slika Kristus daje ključe nebeškega kraljestva svetemu Petru.
Kor je obdan z ambulatorijem, katere stene so okrašene z liki različnih svetnikov Bretanje združenih po škofijah (Rennes, Dol-de-Bretagne, Saint-Malo, Saint-Brieuc, Treguier, Saint-Pol-de -Leon, Quimper, Vannes). So delo slikarja devetnajstega stoletja [[Alphonse Le Hénafggaf

### Transept
V obeh transeptih sta razkošni kapeli okrašena z izjemnimi freskami. Tiste iz južne kapele so posvečene sv. Ani, zavetnici Bretanje. Vključena je tudi slika o izdaji svetega Petra, slikarja Henri-Joseph Forestierja, ki jo je doniral Karel X. iz leta 1827 in predstavlja Osvoboditev sv. Petra iz zapora z angeli. 
Severna kapela ima vrsto fresk, posvečenih Mariji, prav tako zelo razširjena v Bretanji.

### Kripta
Vhod je pod težkimi ploščami z vgraviranimi imeni sredi hodnika katedrale. V to grobnico nihče ne prihaja razen med pokopom škofa ali nadškofa. V njej so pokopani:
- Kardinal Alexis-Armand Charost,  1930
- Nadškof René-Pierre Mignen, 1939
- Kardinal Clément Roques, 1964
- Nadškof François Saint-Macary, 2007
- Nadškof Jacques Jullien, 2012

## Oprema

### Retabel
Katedrala gosti veliko mojstrovino: retabel s flamsko oltarno sliko iz šestnajstega stoletja, okrašeno s 80 liki. Obnovljena je bila leta 1984, delo umetnika Alaina Plesseja. Oltar je zgodovinski spomenik od leta 1901. .
V juniju 2007 so tatovi vdrli v stolnico. Čez noč so skrbno razstavili in ukradli del oltarja iz  šestnajstega stoletja v zadnji kapelici v desni prečni ladji. Samo sedem mesecev kasneje so ga našli na Nizozemskem in slovesno vrnili v Rennes in ga dali na svoje mesto.  Kipec pastirice iz Čaščenje pastirjev je bil ukraden 13. januarja 1975.

### Slike
V kapeli posvečeni Sv. Maloju je slika sv. Marjete, delo Pierre Mignarda, datira iz sedemnajstega stoletja. Ta slika je kopija Rafaela, in je trenutno na oddelku za slike v muzeju Louvre.  Je zgodovinski spomenik od leta 1908. 
V kapeli Saint-Michel je kip sv. Ane, kopija dela iz petnajstega stoletja.

### Orgle
Velika orgle so iz leta 1874. Instrument, zgrajen v romantičnem slogu, je izdelal delavnica Aristide Cavaillé-Coll, zasnoval jih je arhitekt Alphonse Simil. Po nekaterih spremembah, ki jih Victor Gonzalez izvedel v letih 1939-1940, je instrument v celoti obnovila delavnica Haerpfer-Erman leta 1970 v neoklasicističnem slogu. Orgle iz Rennesove stolnice so najpomembnejši instrument departmaja Ille-et-Vilaine.
Korne orgle zasedajo dno apside. Segajo v leto 1869 in so delo delavnice Merklin-Schütze. V letih 1936-1937 jih je nekoliko spremenil Victor Gonzalez

### Zvonovi
Stolpi metropolitanske cerkve Rennes imajo pet zvonov. Zvon imenovan Godefroy je v severnem stolpu in je bil blagoslovljen 13. oktobra 1867. Tehta približno 7900 kg. Ostali štirje zvonovi, ki se nahaja v južni stolp, nosijo imena Marije (3052 kg), Pierre (1467 kg), Melaine (3950 kg) in Amand (820 kg). Pierre je edini ohranjeni zvon ulit leta 1843, ostali so bili uliti 15. februar 1934.